# عملیات بئوولف
عملیات بئوولف (انگلیسی: Operation Beowulf) به دو طرح آلمانی برای اشغال جزایر سارما، هیوما و موهو، در سواحل غربی استونی اشاره دارد. هر دو طرح اهداف یکسانی داشتند اما نقاط شروع متفاوتی را در نظر گرفتند. حمله با استفاده از بئوولف II در ۹ سپتامبر ۱۹۴۱ آغاز شد و تا ۲۱ اکتبر به اهداف خود دست یافت.